# Сила
Сила је физичка величина којом се описује мера узајамног деловања тела и његове околине које може узроковати промену брзине, смера, правца или облика тела.
Те су промене повезане и с променом количине кретања и/или енергије тела. Утицај околине на посматрано тело може се описивати као директно деловање силом од стране конкретних других тела, или као деловање поља силе које производе та телаПолазиште за разумевање деловања сила чине Њутнови закони кретања.
Сила има износ и смер: она је векторска величина која се често обележава симболом {\displaystyle \scriptstyle {\vec {F}}}. СИ јединица за износ силе је њутн (ознака N).
Иако се векторски рачун развијао тек у 18. и 19. веку, поступак збрајања сила по правилу паралелограма био је познат још у античко доба, а експлицитно га спомињу и Галилео и Њутн. На скици десно приказано је сабирање сила {\displaystyle \scriptstyle {\vec {F}}_{1}} i {\displaystyle \scriptstyle {\vec {F}}_{2}}. Силе су приказане као усмерене дужи: стрелица означава смер силе, а дужина усмерене дужи пропорционална је износу силе (нпр. 1 cm представља 1 N). Збир {\displaystyle \scriptstyle {\vec {F}}} те две силе нацртан је као дијагонала паралелограма (леви део скице), што је и интуитивно разумљиво: да би сила {\displaystyle \scriptstyle {\vec {F}}} описала заједнички учинак тих сила (што је смисао сабирања), њен смер мора бити ближе смеру веће силе {\displaystyle \scriptstyle {\vec {F}}_{2}}, а износ већи од износа {\displaystyle \scriptstyle {\vec {F}}_{2}} јер и {\displaystyle \scriptstyle {\vec {F}}_{1}} помаже у томе „општем“ смеру (на приказаној скици).
За разлику од приближне интуитивне оцене, правило паралелограма даје прецизан резултат, што је лако проверити мерењем учинка сила. Тај се резултат може приближно очитати са скице, или на темељу скице тачно израчунати (помоћу елементарне тригонометрије).
Корисно је уочити да се, уместо по паралелограму, исти резултат може добити „надовезивањем“ (десни део скице), при чему је свеједно која се усмерена дужина премести (надовеже) на крај оне друге. То омогућује једноставније сабирање већег броја сила (надовезују се једна на другу, а збир је усмерена дуж која „иде“ од почетка прве до краја задње). У доњем делу скице илустровано је сабирање надовезивањем за силе које су у истом и у супротном смеру.
Растављање силе на компоненте је обрнути поступак од сабирања. За паралелограм сила са скице може се сматрати и да приказује раставу силе {\displaystyle \scriptstyle {\vec {F}}} на компоненте {\displaystyle \scriptstyle {\vec {F}}_{1}} и {\displaystyle \scriptstyle {\vec {F}}_{2}} (ако се полази од познате силе {\displaystyle \scriptstyle {\vec {F}}} и траже њене компоненте у посматраним смеровима). Растављање сила на компоненте често је потребно за разумевање њиховог учинка и реакције околине, а и знатно олакшава рачун.
За илустрацију како се међуделовање описује силама, на скици десно приказано је котрљање кугле низ косину (уз најједноставније моделовање сила). Земља привлачи куглу силом {\displaystyle \scriptstyle {\vec {G}}} (то је тежина кугле). Кугла се не може кретати у томе смеру јер се налази на подлози, па притиске подлогу (скица приказује само силе које делују на куглу, па сила притиска није приказана; она је једнака компоненти тежине која је окомита на подлогу). Подлога на притисак узвраћа силом {\displaystyle \scriptstyle {\vec {N}}} која се назива нормалном реакцијом подлоге. Збир тежине и нормалне реакције подлоге је сила која убрзава куглу низ косину; та сила (није нацртана) је у ствари компонента тежине која је паралелна с подлогом. Њој се противи трење {\displaystyle \scriptstyle {\vec {T}}} које умањује транслацијско убрзање кугле низ косину, али зато кугли даје угаоно убрзање, па се кугла котрља без проклизавања (што је усклађена истовремена ротација и транслација).
Иако то није нужно за прорачун кретања кугле низ косину, у детаљнијој анализи могло би се посматрати како се на месту контакта деформише подлога (а и сама кугла) због сила којима међусобно делују. У још детаљнијој анализи могло би се (барем у начелу) разматрати каквим силама приликом те деформације међусобно делују поједини молекули и атоми од којих се састоје кугла и подлога, те која је природа тих сила и у каквој су оне вези с елементарним честицама од којих су атоми грађени.
Физика двадесетог века показала је да се све врсте сила могу разложити на четири фундаменталне силе које делују на елементарне честице (види одломак о фундаменталним интеракцијама на крају овог чланка). Анализом интеракција на том нивоу бави се физика елементарних честица. Насупрот томе, овај чланак бави се углавном уводним разматрањем појма силе какав је раније изградила класична механика, и који се и данас једнако користе у томе подручју и у многобројним техничким применама. Посматра се деловање сила (без обзира на то које су врсте) на различите материјалне објекте, чија нас стварна атомска структура не занима, већ само разликујемо макроскопска тела од микроскопски ситних објеката који се називају честицама (а не мисли се на елементарне честице, него на било какве врло мале комадиће материје).

## Деловање силе на честицу
Честица је у класичној механици комадић материје врло малих димензија (у посматраном контексту), чија унутрашња структура није важна, и чији положај се може добро описати само једном тачком. Кад сила делује на честицу, она делује управо у тој тачки. Сила честици даје убрзање (што је прецизније описано другим Њутновим аксиомом). Ако на честицу делује више сила, њено убрзање се рачуна помоћу укупне силе која се добије векторским сабирањем свих сила.

## Деловање силе на тело
Тело се у класичној механици може описати као скуп огромног броја међусобно повезаних честица (при чему је свеједно да ли су то атоми, молекули или неке „апстрактне“ честице). Силе којима околина делује на тело називају се спољним силама (придев „спољни“ се изоставља ако је из контекста јасно о којим се силама ради). Кад спољна сила делује на тело, она може захватити већи или мањи број његових честица, а њено деловање преноси се на друге честице тела захваљујући везама међу честицама тела. Те унутрашње везе су такође силе, које се називају унутрашњим силама (прецизније: ако спољна сила мења размаке између молекула односно атома тела, електромагнетске силе међу њима супротстављају се тим променама - мада такво прецизирање није неопходно за класично-механички опис).
Деловање спољне силе може имати неколико учинака на слободно тело:
1. Независно од тога како и где захваћа тело, сила даје убрзање његовом центру масе како је прецизније описано другим Њутновим аксиомом.
2. Осим убрзања центра масе, сила може телу давати и угаоно убрзање, што зависи од тога где сила захваћа тело. Слободно тело неће добијати угаоно убрзање само када правац резултантне силе пролази кроз његов центар масе.
3. Осим тога, сила може изазвати промену облика (деформацију) тела која се састоји од промене удаљености међу (неким) честицама тела, што зависи од тога како и где сила захваћа тело. Сила може захватати све честице тела (таква се сила понекад назива волуменском или масеном силом); ако на исти начин делује на сваку од њих (као нпр. хомогено гравитацијско поље), неће изазвати никакву деформацију. Међутим, ако сила захвата само део тела, она увек изазива извесну деформацију; притом се, у најгрубљој подели, могу разликовати следећи случајеви:

- Деформација тела је незнатна: или се практично не опажа, или је занемарива (ирелевантна) у посматраном контексту. Тада се каже да је то тело чврсто тело. (Модел угаоног тела је најједноставнија апроксимација помоћу које почиње свако тумачење деловања сила на тело.)
- Деформација је еластична: промени облика опиру се унутрашње силе које тело могу вратити у првобитни облик након престанка деловања спољне силе.
- Деформација је пластична: промена облика је неповратна, јер је деформација премашила границе еластичности материјала (а даљње деформирање може узроковати кидање тела).

Детаљнијим проучавањем деформација баве се различите дисциплине као што су наука о чврстоћи, теорија еластичности, механика контакта итд. Деформације најчешће изазивају силе које делују на месту додира два тела (контактне силе). Ако додир захвата значајан део површине тела, за контактне силе се користи и назив површинске силе и често се описују помоћу притиска (просечни притисак је однос површинске силе притиска и површине на коју она делује).
Овде се даље не посматрају деформације тела, већ само они аспекти деловања силе који се односе на промену кретања тела. Њих је најједноставније описати ако се претпоставља да силе делују на чврсто тело.

## Деловање силе на чврсто тело
Будући да нема деформација, учинак силе на слободно чврсто тело своди се на убрзање његовог центра масе те на евентуално угаоно убрзање тела. Ако на тело делује више сила, њих је довољно само векторски сабрати да би се убрзање центра масе израчунало помоћу укупне силе. За угаоно убрзање треба израчунати и моменте тих сила (види у даљњем тексту).
Ако тело није слободно, каже се да је везано. То значи да је у контакту с непомичном околином, који може бити остварен на више различитих начина: нпр. ослања се на подлогу (у коју не може продирати него само клизати по њој), или је постављено на чврсту осовину (коју не може помакнути него само ротирати око ње) итд. Спољним силама које покушавају убрзати тело (у овом контексту каже се да су то активне силе) супротстављају се реакције веза које ограничавају или спречавају учинак активних сила. Да би се одредила промена кретања тела, треба равноправно сабрати активне и реактивне силе и њихове моменте.

### Модел концентриране (тачкасте) силе
Сила која делује на честицу, делује у једној тачки (јер је запремина честице занемарљива), те се може сматрати да је то концентрисана сила. Спољна сила која делује на тело може захватити мањи или већи број његових честица, па је „распоређена“ по некој запремини или површини. За опис ротацијског учинка силе потребно је знати „у којој тачки сила делује“. Проблем се типично решава на један од следећа два начина:
- Често је подручје које сила захваћа сразмерно мало у односу на укупне димензије тела, па га можемо довољно добро описати као једну тачку. Није тешко установити да ли је погрешка која настаје таквом апроксимацијом прихватљива.
- Ако је таква апроксимација неприхватљива (нпр. очито је бесмислена за тежину која делује по укупној запремини тела), треба „распоређену“ силу посматрати као скуп сила од којих свака делује на поједину честицу тела, те спровести рачун за сваку од њих. У практичном се рачуну, уместо на огроман број дискретних честица, тело дели на диференцијалне елементе запремине (или се његова површина дели на диференцијалне елементе површине, код контактних сила) да би се искористиле предности диференцијалног рачуна. А неретко се може показати да је тај скуп сила лако заменити (по учинку на чврсто тело) само једном концентрисаном силом и без стварног рачуна (као што је случај управо код тежине).

У сваком случају, анализа кретања чврстог тела увек може поћи од модела концентрираних сила, од којих свака на тело делује само у једној тачки.
Хватиште силе је тачка у којој сила делује на тело (захвата тело). Та дефиниција подразумева да се ради о концентрисаној сили. Кад се деловање силе на тело графички приказује помоћу усмерене дужине, почетак дужине (или њен крај, тј. стрелица) поставља се у хватиште.

### Сила као клизни вектор
Полазећи од описаних апроксимација, скица десно илуструје деловање силе на слободно чврсто тело. Сила {\displaystyle \scriptstyle {\vec {F}}} је једина сила која делује на тело, и захваћа га у тачки H (хватиште силе). Тело има масу {\displaystyle \scriptstyle m}, а његов центар масе је у тачки C. Сила узрокује промену кретања тела која је (уз претпоставку константне масе тела) описана изразима:
{\displaystyle {\vec {a}}={{\vec {F}} \over m}} je ubrzanje centra masa; {\displaystyle {\vec {\alpha }}={{\vec {M}} \over I}} је угаоно убрзање тела.
У другој формули {\displaystyle \scriptstyle {\vec {M}}} је момент силе, док је {\displaystyle \scriptstyle I} момент инерције тела. Момент силе у овом случају треба рачунати у односу на центар масе тела:
{\displaystyle {\vec {M}}={\vec {r}}\times {\vec {F}}} је вектор момента силе; {\displaystyle \ M=Fk} је износ момента силе.
Како се види са скице, {\displaystyle \scriptstyle {\vec {r}}} је вектор положаја хватишта силе у односу на центар масе, док је {\displaystyle \scriptstyle k} удаљеност центра маса од правца дуж којега делује сила {\displaystyle \scriptstyle {\vec {F}}} (и зове се „крак силе“). Одатле се види да би сила имала исти момент (па би телу давала исто угаоно убрзање) и кад би јој се хватиште налазило било где другде на томе правцу (јер то не утиче на износ крака силе). Зато се понекад каже да је сила клизни вектор: њен учинак на чврсто тело не мења се ако јој се хватиште помиче (клиже) дуж правца силе.
Вектор момента силе је нормалан је на раван коју одређују сила и крак; на приказаној скици нормалан је на раван цртежа и усмерен према нама; вектор кутног убрзања има исти смер. У равни скице убрзање је назначено угаоном стрелицом, супротног смера од казаљки на сату; везу између смера векторске величине и равнинског закретања даје правило десне руке.
Момент инерције {\displaystyle \scriptstyle I} рачуна се око осе кроз центар маса која је паралелна с моментом силе (овде је нормална на раван скице). Ако скица приказује хомогену кружну плочу, лако се покаже да је тај момент инерције {\displaystyle \scriptstyle I=mr^{2}/2}. Ако плоча има масу од 0,5 kg, те радијус од 0,8 m, момент инерције је 0,16 kgm2. Ако сила износи 2 N, а крак силе 0,6 m, момент силе износи 1,2 Nm. У тренутку приказаном на скици, та сила даје плочи угаоно убрзање , а њеном центру маса транслацијско убрзање .

### Резултанта
Резултанта (или резултантна сила) две или више сила (ако постоји) је сила која у целости може заменити њихов учинак на кретање чврстог тела. (Резултанта не може заменити силе у погледу деформација.) Резултанта неког скупа сила одређује се у два корака:
1. Најпре се векторским сабирањем посматраних сила добија „збир сила“ или „укупна сила“, која ће узроковати исто убрзање центра маса тела као и све посматране силе заједно. То је увек могуће (укључујући и случај да је износ укупне силе једнак нули).
2. Потом треба одредити хватиште резултанте тако да она телу даје исто угаоно убрзање као и све те силе заједно, што значи да момент резултанте мора бити једнак збиру њихових момената:

{\displaystyle {\vec {r}}\times {\vec {F}}_{R}=\sum _{i=1}^{N}({\vec {r}}_{i}\times {\vec {F}}_{i})}
где је {\displaystyle \scriptstyle {\vec {F}}_{R}} збир сила (из првог корака), који ће се звати резултантом тек када се одреди њено хватиште, описано вектором положаја {\displaystyle \scriptstyle {\vec {r}}}; поједина сила означена је са {\displaystyle \scriptstyle {\vec {F}}_{i}} а вектор положаја њеног хватишта са {\displaystyle \scriptstyle {\vec {r}}_{i}}. Сви моменти се рачунају у односу на исту тачку, а она се може произвољно одабрати.
Одређивање положаја хватишта резултанте неће дати једнозначан резултат, будући да је сила клизни вектор. Рачунски је најједноставније одредити вектор положаја хватишта који је нормалан на силу, тј. подудара се с краком силе. Графичко одређивање резултанте у типичним једноставним случајевима приказано је на скици доле.
Леви део скице приказује две силе чији се правци секу (каже се: конкурентне силе). Њихов збир (добијен надовезивањем, танка испрекидана усмерена дужина) постаје резултанта кад се постави на правац који пролази пресеком њихових праваца. Образложење је очигледно: у односу на заједнички пресек, момент сваке силе износи нула, па је момент резултанте тривијално једнак збиру момената.
Средњи део скице приказује две паралелне силе и њихову резултанту. Положај правца резултанте одређен је тзв. методом ланчаног полигона. (Силе се саберу надовезивањем; из произвољне тачке повуку се линије до „почетка“ и „краја“ сваке силе у томе збиру; свака сила, укључујући и резултанту, тиме је растављена на по две компоненте дуж конкурентних линија; те компоненте треба редом паралелно преместити тако да се на правцу сваке силе секу оне њене две, а почиње се из произвољне тачке на правцу „прве“ силе; правац резултанте пролази кроз сециште прве и задње компоненте.)
Десни део скице приказује две силе које немају резултанте, а каже се да чине спрег сила.

### Спрег сила
Спрег сила (или пар сила) чине две силе једнаког износа а супротног смера које не леже на истом правцу. Њихов векторски збир износи нула, али не и збир њихових момената. Зато се не може рећи да је њихова резултанта нула, јер резултанта треба да описује укупни учинак сила на чврсто тело. Момент спрега сила износи
{\displaystyle \ M=Fd} gdje je {\displaystyle \ d} удаљеност између њихових праваца.
За разлику од момента поједине силе, момент спрега не зависи од тачке у односу на коју се рачуна. Зато се понекад каже да је то „чисти момент“.

## Врсте сила
У појединим подручјима примене понекад се користе поделе сила на различите врсте које често немају „дубљег“ физичког значења, али су прикладне у посматраном контексту. Већина назива за силе истакнутих масним словима у претходном тексту спада у такве контекстуалне поделе. На пример, разврставање сила на активне и реактивне има смисла када је слобода кретања тела ограничена везама с непомичном околином (која на „активне“ силе узвраћа „силама реакције“), али би била потпуно бесмислена у контексту судара два слободна тела (јер ту нема критерија по које би једно тело било „активно“, а друго „реактивно“).
На сличан начин треба разумети и поделу на тангенцијалне силе и нормалне силе. Она није усмерена на физичку природу сила, него на њихов учинак на кретање. Придев „тангенцијална“ само означава да правац силе (или њене компоненте) лежи на тангенти на путању, те зато сила изазива промену износа брзине. Правац „нормалне“ силе окомит је на путању (или смер могућег кретања), па може утицати само на промену смера брзине. Код кретања по кружници, за нормалну силу користи се назив центрипетална сила, зато што је усмерена према средишту кружнице.
Посебну класу, међутим, чине инерцијалне силе. Оне не постоје у референтним системима који су дефинисани првим Њутновим законом кретања (ти се системи одликују својством да у њима закони механике имају најједноставнији облик, а називају се инерцијалним или неубрзаним системима). Због тога се инерцијалне силе још називају и лажним силама или псеудосилама. У убрзаним системима опажају се те додатне силе, које захватају тело слично као и гравитацијска сила (пропорционално маси тела): у возилу које кочи инерцијална сила вуче тело напред, у ротирајућем систему центрифугална сила је инерцијална сила која вуче тело даље од осе ротације итд.
Према досадашњим опажањима, све „стварне“ силе (дакле, без инерцијалних) могу се у детаљној физичкој анализи редуковати на само четири врсте, које се називају фундаменталним интеракцијама.

### Фундаменталне интеракције
Четири врсте фундаменталних интеракција су:
- Гравитациона сила,
- Електромагнетна сила,
- Слаба нуклеарна сила, те
- Јака нуклеарна сила.

Прве две су одавно познате и лако се опажају и на великим удаљеностима. Друге две се опажају само на малим удаљеностима, отприлике у размерима атомског језгра, откривене су тек у прошлом веку (и добиле су прилично немаштовита имена). Јака нуклеарна сила снажно делује међу кварковима – честицама од којих су грађени протони и неутрони – па дакле и међу протонима и неутронима. Слаба делује међу кварковима и лептонима (од којих је опште познат само електрон) па се опажа нпр. код бета радиоактивног распада.
До пре пар векова су електрична и магнетска сила посматране као потпуно независне силе. Тек су у 19. веку до краја описане везе међу њима, и постало је јасно да се ради о различитим манифестацијама једне те исте силе. На сличан начин (мада мало компликованији), повезане су средином 20. века електромагнетна и слаба нуклеарна сила, те је уведен и заједнички назив електрослаба сила. Од тада се истражује могућност да су све четири горе наведене силе у ствари само различите манифестације једне универзалне космичке силе. Данас је генерално прихваћена теорија да задње три с пописа (све осим гравитације) имају заједничко исходиште. Оне се манифестирају као јединствена сила, али само при много већим густинама енергије него што их данас налазимо у природној средини. Гравитациона се сила од осталих издваја својом специфичном природом коју је открила општа теорија релативности. Због тога су мало вероватни изгледи да би се с њима могла „ујединити“, иако има и таквих теоријских покушаја.
Не може се искључити могућност постојања и других врста сила које људи још нису опазили, и поред високог ступња сагласности око физичких модела који се ослањају на четири наведене интеракције. Неке алтернативне или хипотетичке опције под називом пета сила спомињу се у последње време у различитим контекстима, нпр. тумачења тамне енергије, или истраживања судара убрзаних честица.

## Кинематички интеграли
Силе се могу користити за дефинисање бројних физичких концепта путем интеграције по кинематичким променљивама. На пример, интеграција по времену даје дефиницију импулса:
{\displaystyle {\vec {I}}=\int _{t_{1}}^{t_{2}}{{\vec {F}}\mathrm {d} t},}
која по Њутновом другом закону мора да буде еквивалентна са променом момента (што даје теорију момента импулса).
Слично томе, интеграција у погледу позиције производи дефиницију силом извршеног рада:‍:13–3
{\displaystyle W=\int _{{\vec {x}}_{1}}^{{\vec {x}}_{2}}{{\vec {F}}\cdot {\mathrm {d} {\vec {x}}}},}
што је еквивалентно промени кинетичке енергије.‍:13–3
Снага P је брзина промене dW/dt рада W, кад се трајекторија продужи променом позиције {\displaystyle \scriptstyle {d}{\vec {x}}} у временском интервалу dt:‍:13–2
{\displaystyle {\text{d}}W\,=\,{\frac {{\text{d}}W}{{\text{d}}{\vec {x}}}}\,\cdot \,{\text{d}}{\vec {x}}\,=\,{\vec {F}}\,\cdot \,{\text{d}}{\vec {x}},\qquad {\text{ so }}\quad P\,=\,{\frac {{\text{d}}W}{{\text{d}}t}}\,=\,{\frac {{\text{d}}W}{{\text{d}}{\vec {x}}}}\,\cdot \,{\frac {{\text{d}}{\vec {x}}}{{\text{d}}t}}\,=\,{\vec {F}}\,\cdot \,{\vec {v}},}
где је {\displaystyle {{\vec {v}}{\text{ }}={\text{ d}}{\vec {x}}/{\text{d}}t}} брзина.